# Порт Хоуп (Онтарио)
Порт Хоуп (енгл. Port Hope) је општина у Канади у покрајини Онтарио. Према резултатима пописа 2011. у општини је живело 16.214 становника.

## Становништво
Према резултатима пописа становништва из 2011. у граду је живело 16.214 становника, што је за 1,1% мање у односу на попис из 2006. када је регистровано 16.390 житеља.
| 2006.  | 2011.  |
| ------ | ------ |
| 16.390 | 16.214 |